# Bambusicolaceae
Bambusicolaceae is een familie van de  Ascomyceten. Het typegeslacht is Bambusicola.

## Geslachten
Volgens Index Fungorum bestaat de familie uit de volgende geslachten:
- Bambusicola
- Palmiascoma